# Turčišće
Turčišće är en ort i Kroatien.   Den ligger i länet Međimurje, i den nordöstra delen av landet, 80 km nordost om huvudstaden Zagreb. Turčišće ligger 145 meter över havet och antalet invånare är 588.
Terrängen runt Turčišće är platt. Runt Turčišće är det ganska glesbefolkat, med 36 invånare per kvadratkilometer. Närmaste större samhälle är Čakovec, 14,3 km väster om Turčišće. Trakten runt Turčišće består till största delen av jordbruksmark.